# Xeremies
Xeremies (en plural malgrat que designi un sol instrument) és el nom que designa la cornamusa pròpia de Mallorca. No s'ha de confondre ni amb la xeremia ni amb el reclam de xeremies.
El músic que toca les xeremies és el xeremier.